# Злате-Гори
Злате-Гори (чеш. Zlaté Hory), до 1948 года Цукмантель (чеш. Cukmantl, нем. Zuckmantel) — город в Чехии, в районе Есеник. Город основан в первой половине XIII века, население составляет около 4100 человек.

## География
Злате-Гори расположены на северо-востоке района Есеник. На север от города лежит чешско-польская граница. Расстояние до районного центра Есеник, лежащего к западу от города, составляет 14,5 километра, а до Оломоуца — краевого центра — 73,5 километра.
В непосредственной близости от города расположен ряд вершин местного значения, относящихся к Чешской возвышенности. Высочайшая из соседних вершин, Орлик, имеет высоту 1204 метра над уровнем моря, высота других вершин колеблется между 600 и 1000 метров.
| Показатель                 | Янв. | Фев. | Март | Апр. | Май  | Июнь | Июль | Авг. | Сен. | Окт. | Нояб. | Дек. |
| -------------------------- | ---- | ---- | ---- | ---- | ---- | ---- | ---- | ---- | ---- | ---- | ----- | ---- |
| Средний максимум, °C       | −2,4 | −0,6 | 3,6  | 9,7  | 15,2 | 18,2 | 20,0 | 19,9 | 15,4 | 10,0 | 3,0   | −1,3 |
| Средняя температура, °C    | −4,6 | −3,2 | 0,2  | 5,4  | 10,5 | 13,6 | 15,3 | 15,1 | 11,2 | 6,5  | 0,6   | −3,3 |
| Средний минимум, °C        | −6,8 | −5,6 | −2,6 | 1,8  | 6,5  | 9,6  | 11,1 | 11,2 | 7,9  | 3,8  | −1,4  | −5,3 |
| Источник: http://www.yr.no |      |      |      |      |      |      |      |      |      |      |       |      |

## История
Современный район Есеник был заселён в XII начале XIII века. В это время здесь началась разработка золотых месторождений. В 1224 году Пржемысл Отакар I заложил на месте современного города Злате-Гори замок Эдельштейн. В 1263 году, через 20 лет после монгольского вторжения в Силезию, в исторических документах впервые упомянута крепость Цукмантель, а спустя ещё 18 лет впервые встречается название Злате-Гори (в качестве названия пригородного укрепления). Замки переходили из рук в руки, и их хозяевами становились то местные епископы, то светские князья.
В 1306 году Злате-Гори получили от опавского князя Микулаша I городские привилегии в соответствии с магдебургским правом. С 1325 года городу передаются права на рудную добычу, а в 1433 году он получил право на чеканку монеты. При этом сюзеренами города оставались потомки Микулаша I. В 1460 году город перешёл во владение Йиржи из Подебрад, а десять лет спустя снова был продан церкви. В 1477, а затем в 1524 году права города на горную добычу были подтверждены, а в 1514 году там также началось производство пива. К 1586 году там открылась почтовая станция. Во второй половине XVI века эти места переживали бум золотодобычи; в частности, два найденных здесь золотых самородка весом 1385 и 1870 граммов были преподнесены императору Рудольфу II. По мере истощения запасов золота начала развиваться добыча меди.
В ходе Тридцатилетней войны город, входивший в состав Австрии под названием Цукмантель, был дважды разграблен шведскими войсками, но каждый раз быстро восстанавливался. Во второй половине XVII века монетный двор был перенесен из Цукмантеля в Нису, а в городе развивается ткацкое дело: к 1660 году в Цукмантеле насчитывается около 200 ткацких станков и более 60 мастеров-ткачей. Продолжало развиваться пивоваренное производство, открылась кирпичная фабрика, а с 1668 года город ежегодно проводил две больших ярмарки.
Начало XVIII века было отмечено новым оживлением золотодобычи и возвращением городу старых вольностей императором Иосифом I. К середине века, однако, горное дело вновь отходит на второй план, а лидирующие позиции в экономике города занимает ткацкое производство: уже в 1733 году на 50 горняков приходится свыше 300 ткачей. В 1741 году во время Первой Силезской войны город осадили прусские войска, он был разрушен огнём артиллерии и разграблен. После Второй Силезской войны город потерял право чеканки монеты, монетный двор был перенесён в Вену, а вскоре Цукмантель был лишён права на горную добычу. На город была также наложена контрибуция. Попытка Австрии вернуть себе Верхнюю Силезию в ходе Семилетней войны успехом не увенчалась. Позднее окрестности города стали местом сражений в ходе войны за баварское наследство.
В девятнадцатом веке город продолжал развиваться. Велись работы по улучшению инфраструктуры, в 1839 году были установлены уличные фонари, а в конце 1850-х годов население города превышало 4000 человек, из которых почти десять процентов были заняты в ткацком производстве. В 1862 году в город была проведена линия телеграфа. В 1870-х годах открылись средняя школа, банк и городская больница, а в 1879 году начал работу гидротерапевтический санаторий. В 1892 году в городе появилась железнодорожная станция, а через несколько лет заложен парк Франца-Иосифа (позже переименован в честь уроженки Цукмантеля Елизаветы Витзовой, матери Франца Шуберта). К началу 90-х годов число ткачей в Цукмантеле превышало 700; в среднем ткач зарабатывал в день от полутора до двух гульденов.
В Первую мировую войну десять процентов населения города — 452 человека — были призваны в германскую армию. Из их числа 118 человек погибли на фронте. После войны город отошёл к новому государству — Чехословакии. Преимущественно германоязычное население города протестовало, требуя присоединения к Австрии, и для подавления беспорядков были вызваны армейские части. Напряжённые отношения между чешским и немецким населением сохранялись и в дальнейшем, и в 1938 году многие местные немцы бежали в Германию, уклоняясь от призыва в чешскую армию. После захвата Чехословакии немецкими войсками чешское меньшинство было выселено из города. После Второй мировой войны большинство немцев покинули Злате-Гори или по собственной инициативе, или в результате депортации. Их место заняли переселенцы из Гуштеновице в Восточной Моравии, из словацкой Оравы, а затем беженцы из Греции. В 1948 году Цукмантель был переименован в Злате-Гори.

## Население
| Год  | Численность | Численность |
| ---- | ----------- | ----------- |
| 1869 | 8021        | [ 8 ]       |
| 1880 | 8124        | [ 8 ]       |
| 1890 | 8108        | [ 8 ]       |
| 1900 | 7767        | [ 8 ]       |
| 1910 | 7604        | [ 8 ]       |
| 1921 | 6861        | [ 8 ]       |
| 1930 | 7471        | [ 8 ]       |
| 1950 | 3287        | [ 8 ]       |
| 1961 | 3879        | [ 8 ]       |
| 1970 | 4362        | [ 8 ]       |
| 1980 | 4556        | [ 8 ]       |
| 1991 | 4550        | [ 8 ]       |
| 2001 | 4507        | [ 8 ]       |
| 2014 | 4004        | [ 9 ]       |
| 2016 | 3944        | [ 10 ]      |
| 2017 | 3899        | [ 11 ]      |
| 2018 | 3858        | [ 12 ]      |
| 2019 | 3796        | [ 13 ]      |
| 2020 | 3748        | [ 14 ]      |
| 2021 | 3711        | [ 15 ]      |
| 2022 | 3620        | [ 16 ]      |
| 2023 | 3668        | [ 17 ]      |
| 2024 | 3736        | [ 4 ]       |

По оценке Статистического бюро Чешской Республики, на 1 января 2011 года население Злате-Гори составляло 4100 человек, из них примерно поровну мужчин и женщин; средний возраст составлял 41,6 года. Это самый низкий показатель с 1971 года; самым большим за последние 40 лет население Злате-Гори было в последние 25 лет XX века, когда количество жителей не падало ниже 4500, с пиками в 1980 и 1989 годах.
В городском совете Злате-Гори пять депутатов. В 2010 году мэром города был избран Милан Рац, представлявший предвыборный список «Независимые-2010», а всего в муниципалитет прошли члены трёх списков и один независимый кандидат

## Достопримечательности
В Злате-Гори действует ряд туристических объектов. В их числе:
- Золотой прииск с мельницами для измельчения породы
- Руины средневековых крепостей Стражны-Градек, Лейхтенштейн, Эдельштейн и Коберштейн
- Костёл Девы Марии Помощницы, основанный во времена войн со шведами и являющаяся местом паломничества верующих
- Пещерный храм Божией матери Лурдской, также место паломничества
- Спелеотерапевтический санаторий
- Горнолыжный курорт Пржичина
- Велотуристические и пешеходные маршруты

## Города-побратимы
- Mikulovice[вд], Чехия
- Водняны[вд], Чехия
- Глухолазы, Польша
- Кентшин, Польша
- Прага-1, Чехия

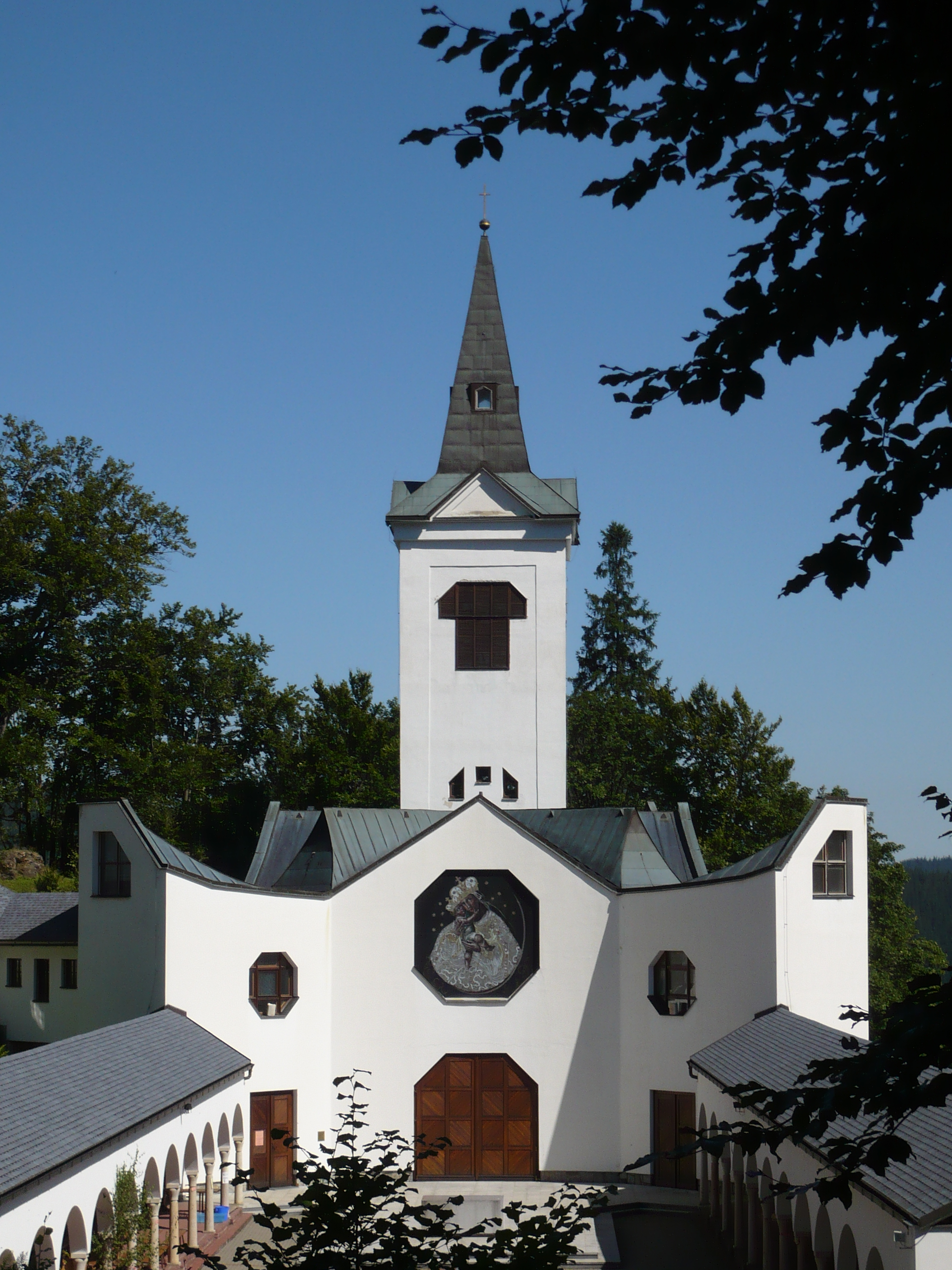
Костёл Девы Марии Помощницы
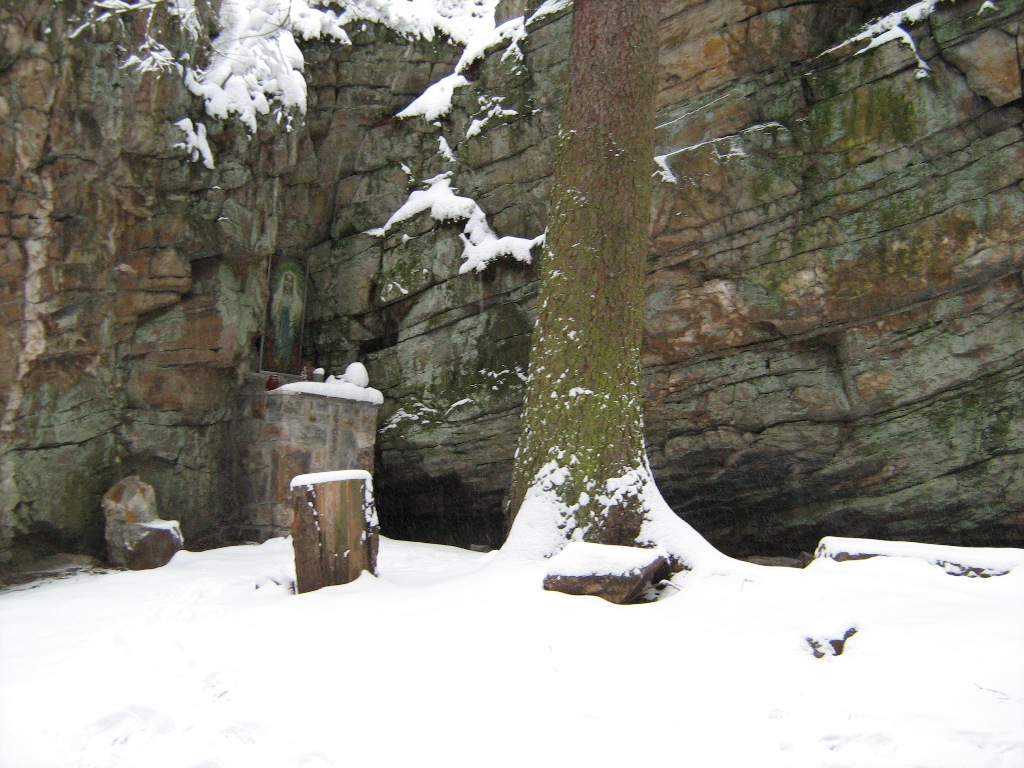
Пещерный храм Девы Марии Лурдской
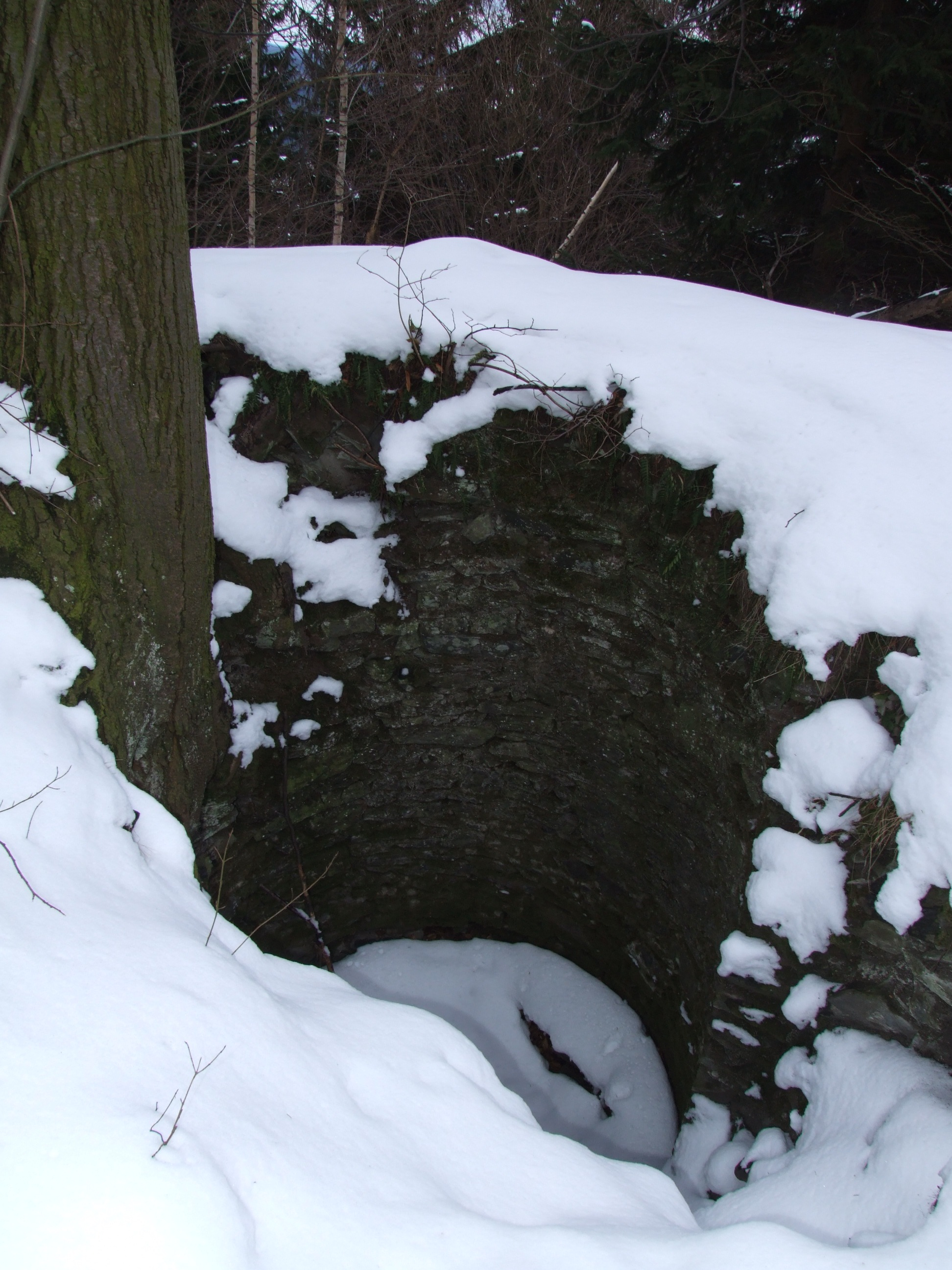
Развалины крепости Лейхтенштейн